# Certains l'aiment chaud
Pour les articles homonymes, voir Some Like It Hot.
Pour plus de détails, voir Fiche technique et Distribution.
Certains l'aiment chaud (Some Like It Hot) est un film américain de Billy Wilder sorti en 1959. C'est une comédie pastiche de film de gangsters, et romantique.
Ce film a contribué à faire de son réalisateur et de son actrice principale, Marilyn Monroe, deux stars du cinéma hollywoodien. L'American Film Institute le place en première position de son classement des cent plus grandes comédies, devant Tootsie et Docteur Folamour.

## Synopsis
En 1929, à Chicago, en pleine prohibition, un corbillard est poursuivi par une voiture de police ; des tirs sont échangés, mais le véhicule funéraire parvient à prendre le large et à livrer son chargement – de l'alcool de contrebande – dans un tripot clandestin. Un peu plus tard la police y fait une descente ; deux des musiciens qui s'y produisent réussissent à échapper à la rafle : Joe (Tony Curtis), saxophoniste, et Jerry (Jack Lemmon), contrebassiste.
Le lendemain, les deux musiciens, qui s'apprêtent à se rendre à leur nouvel engagement, croisent les gangsters et sont témoins d'un affrontement sanglant entre bandes rivales. Ils sont devenus deux témoins gênants. Pour échapper aux tueurs de la mafia lancés à leurs trousses, ils se dissimulent, déguisés en femmes, dans un orchestre de jazz féminin qui se rend à Miami, en Floride. 
Joe prend pour prénom Joséphine et Jerry devient Daphné. Dans le train les deux hommes travestis font la connaissance d'Alouette (Marilyn Monroe) — Sugar dans la V.O. — la chanteuse de l'orchestre.
Pendant le trajet, une petite sauterie improvisée autour de quelques verres permet aux deux nouvelles arrivées de sympathiser avec le reste de l'orchestre qui s'appelle le Sweet Sue and her society syncopators et dans lequel il n'y a qu'un seul homme, son directeur. Joséphine (Joe) est très attiré par Alouette, laquelle lui raconte ses déboires amoureux avec les saxophonistes. Elle lui confie qu'elle espère rencontrer un millionnaire en Floride et l'épouser.
À Miami, l'hôtel de luxe où elles s'installent et dans lequel elles doivent se produire, grouille de millionnaires ravis d'accueillir les jeunes artistes. 
Le richissime Osgood Fielding tombe sous le charme de Daphné (Jerry) et l'invite à dîner le soir même sur son yacht qui mouille dans la baie. Joséphine (Joe), ourdissant d'autres plans, s'est emparé de la valise du directeur de l'orchestre où il trouve de quoi se transformer en élégant jeune homme, Junior. Les musiciennes vont à la plage, Alouette y fait la connaissance d'un certain Junior, jeune héritier fortuné.
Junior (Joe) demande :
— « Ça signifie que vous jouez cette musique très rapide… du jazz ? » (« Does that mean you play that very fast music… jazz ? »)

— Alouette (avec une moue troublante) : « Ouais. Et c'est très chaud ! » (« Yeah. Real hot! »)

— Junior : « J'imagine que certains l'aiment chaud… » (« I guess some like it hot… »)
Junior (Joe) fixe à Alouette un rendez-vous sur l'embarcadère après le spectacle où l'orchestre joue et Alouette chante. Elle se rend ensuite à l'estacade alors que Joe s'habille en Junior. 
Pendant ce temps, Daphné passe une soirée dansante et langoureuse avec Osgood. Sur le yacht d'Osgood, Junior fait croire à Alouette qu'il est insensible à toute avance féminine. Le stratagème fonctionne, elle se fait un devoir de lui démontrer le contraire, elle lui dit : « Mettons une autre bûche dans la cheminée ! » (« Let's throw another log on the fire! »). Vient l'heure de rentrer Daphné (Jerry), euphorique, annonce à Joséphine (Joe) qu'elle (il) est fiancée. Joe lui demande : « Pourquoi est-ce qu'un homme épouserait un autre homme ? » « Pour la sécurité ! » répond Daphné (– Why would a guy wanna marry a guy ? – Security !).

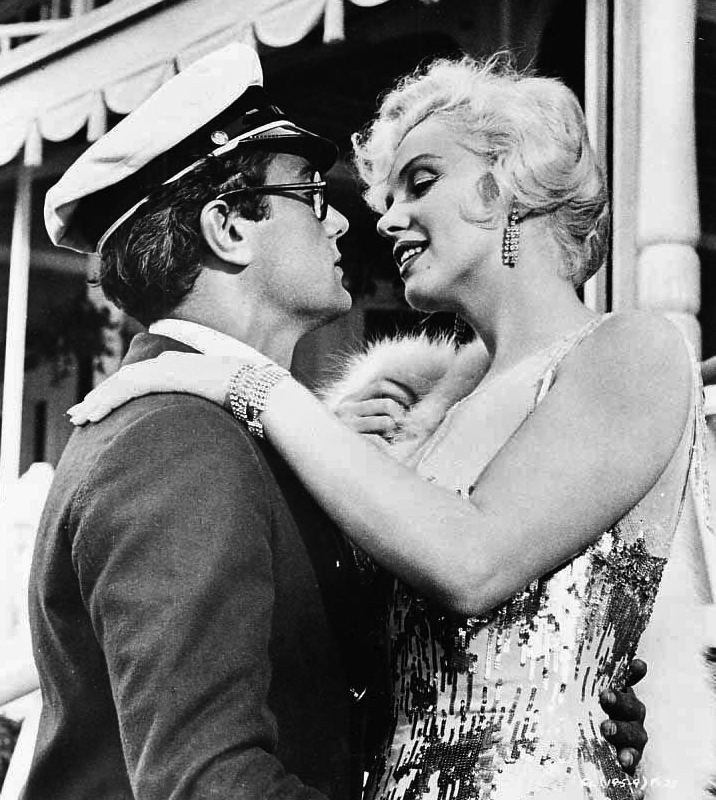
Junior et Alouette.

Le lendemain, les mafieux de Chicago débarquent à l'hôtel sous couvert d'une conférence des Amis de l'opéra italien. Un commissaire les surveille (incognito, il lit la Gazette de la police). Leur principal sujet de discussion et d'inquiétude est ces deux témoins qui leur ont échappé à la gare de Chicago. Comment les retrouver ? Passant par la réception de l'hôtel, Joséphine et Daphné aperçoivent les gangsters, prennent peur et détalent. Affolé Joséphine (Junior) téléphone à Alouette pour rompre. Une course-poursuite s'engage entre la pègre et les deux travestis qui ont été reconnus. Cela se termine dans un bain de sang, en l'occurrence un règlement de comptes entre factions mafieuses.
Joséphine redevenu Joe, Alouette et Daphné vont rejoindre Osgood qui attend sa fiancée pour l'amener sur son yacht. Joe avoue son imposture à Alouette qui lui pardonne : l'amour est plus fort que le mensonge et le saxophone. Un dernier dialogue entre Daphné et Osgood clôt le film de façon mémorable :
— Daphné : « Nous ne pouvons pas nous marier du tout » (« We can't get married at all »).

— Osgood : « Pourquoi ? » (« Why not ? »).

— Daphné : « Eh bien, pour commencer, je ne suis pas une vraie blonde ! » (« Well, in the first place, I'm not a natural blonde ! »).

— Osgood : « Pas d'importance… » (« Doesn't matter… »).

— Daphné : « Je fume. Je fume comme un sapeur » (« I smoke. I smoke all the time »).

— Osgood : « Ça m'est égal » (« I don't care. »).

— Daphné : « Mon passé n'est pas bon. Je vis depuis trois ans au moins avec un joueur de saxophone » (« I have a terrible past. For three years now, I've been living with a saxophone player »).

— Osgood : « Je vous pardonne » (« I forgive you »).

— Daphné : « Hélas, je ne peux pas avoir d'enfants » (« I can never have children »).

— Osgood : « Nous en adopterons » (« We can adopt some »).

— Daphné (en ôtant sa perruque) : « Vous ne comprenez pas, Osgood, je suis un homme ! » (« You don't understand, Osgood, I'm a man! »).

— Osgood : « Eh bien… personne n'est parfait ! » (« Well… nobody's perfect! »)

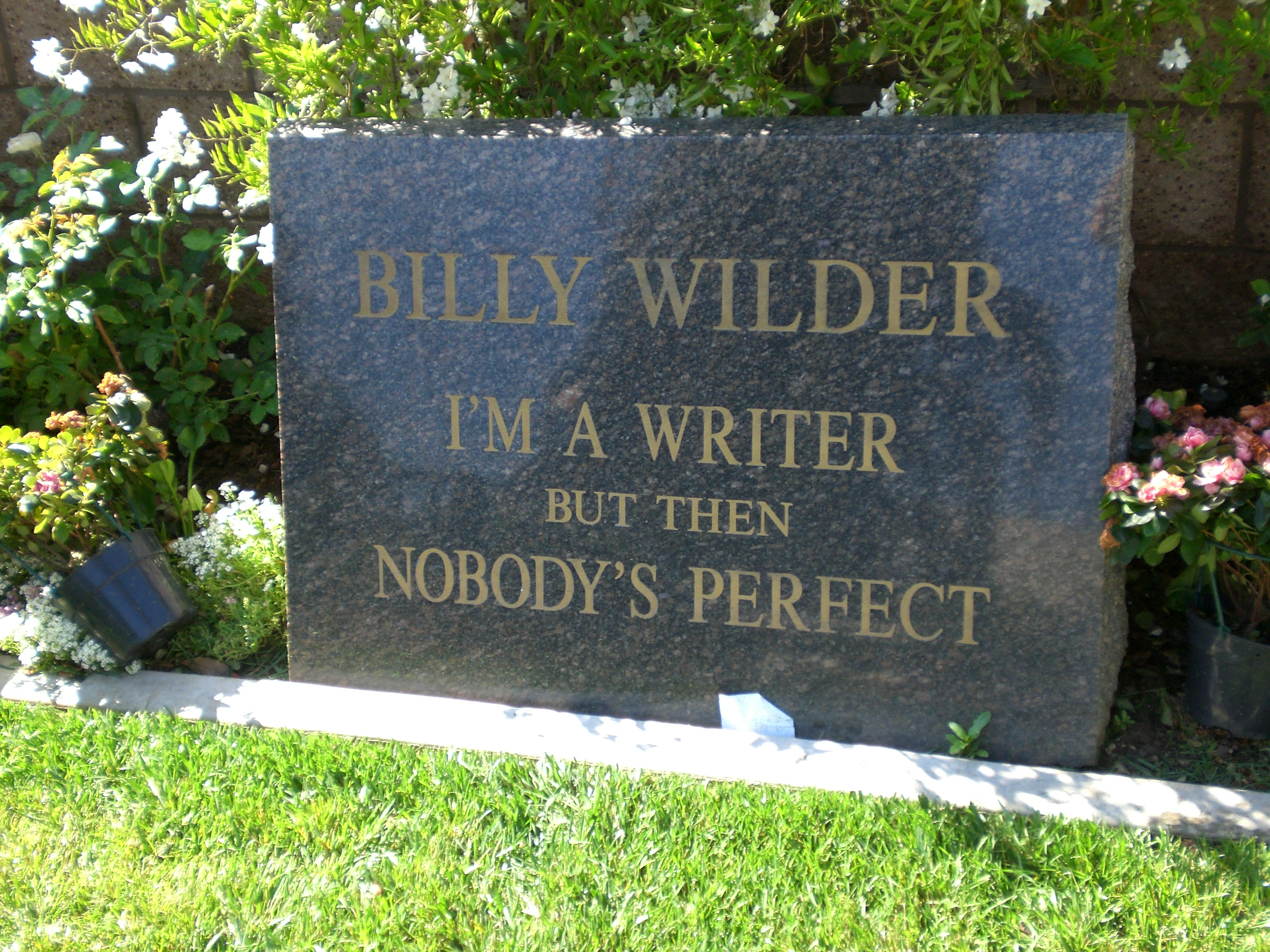
Pierre tombale de Billy Wilder au Westwood Memorial.

## Fiche technique
- Titre original : Some Like It Hot
- Titre français : Certains l'aiment chaud
- Réalisation : Billy Wilder
- Scénario : Billy Wilder et I. A. L. Diamond, d'après une histoire de Robert Thoeren et Michael Logan
- Musique : Adolph Deutsch
- Direction artistique : Ted Haworth
- Décors : Edward G. Boyle
- Costumes : Bert Henrikson et Orry-Kelly pour les robes de Marilyn Monroe
- Coiffures : Alice Monte et Agnes Flanagan
- Maquillage : Emile LaVigne
- Photographie : Charles Lang Jr.
- Effets spéciaux : Milt Rice
- Son : Fred Lau
- Montage : Arthur P. Schmidt ; Eve Newman (musique)
- Production : Doane Harrison, I. A. L. Diamond et Billy Wilder
- Société de production : Ashton Productions, Inc., Mirisch Company
- Société de distribution : United Artists Corporation
- Budget : 2 883 848 $
- Box Office : 49 000 000 $
- Pays de production :  États-Unis
- Langue : anglais
- Format : noir et blanc - 1,66:1 - mono (Westrex Recording System) - 35 mm
- Genre : Comédie et film musical
- Durée : 120 minutes
- Dates de sortie :
  - États-Unis : 29 mars 1959
  - France : 9 septembre 1959 (Paris), 25 septembre 1959 (sortie nationale)
- Affiches : Macario Gómez Quibus (États-Unis), Boris Grinsson, Jouineau Bourduge (France)

## Distribution

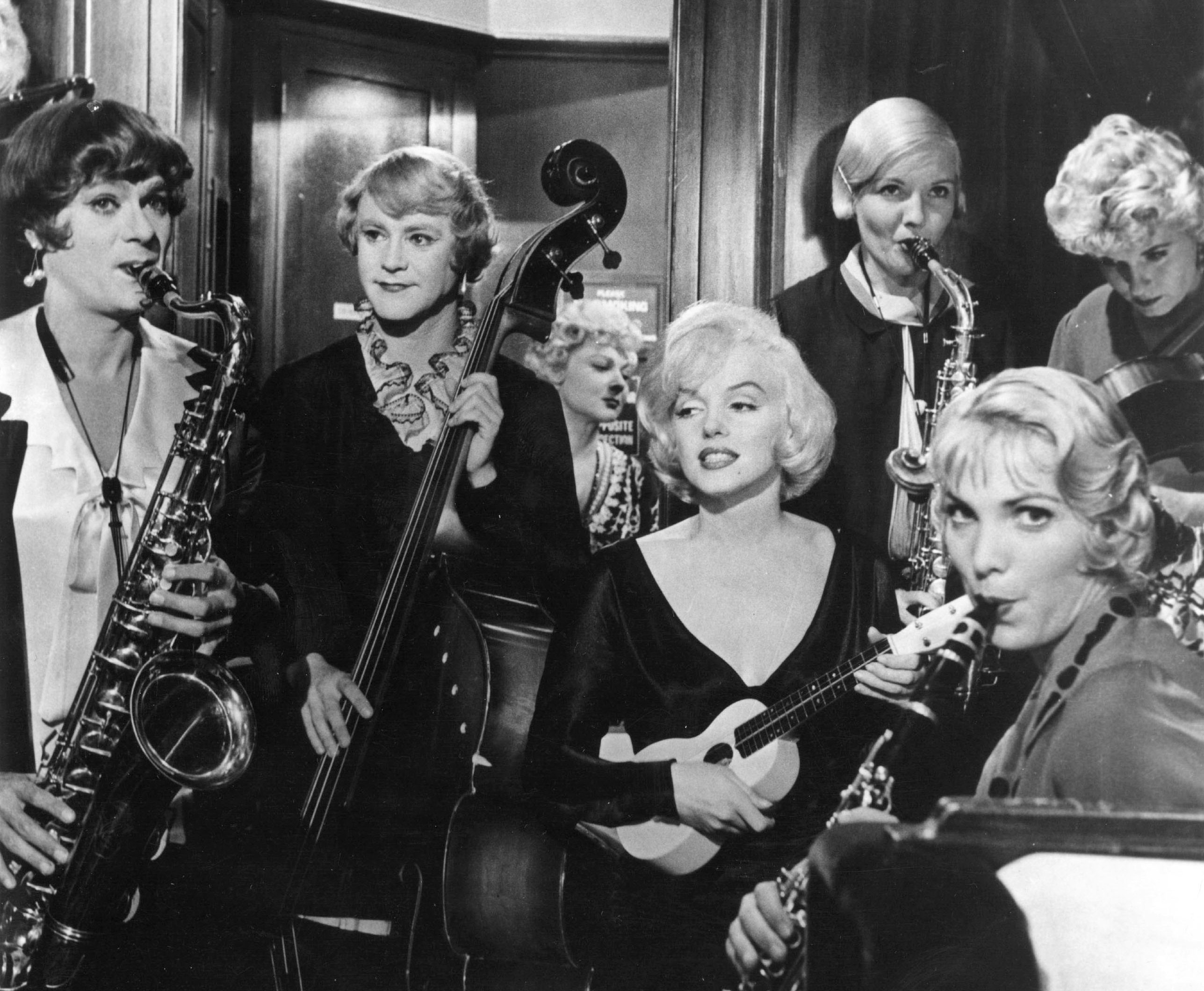
Tony Curtis (au saxophone ténor), Jack Lemmon (à la contrebasse) et Marilyn Monroe (au ukulélé).

- Marilyn Monroe (VF : Claire Guibert) : Alouette Kane Kowalczyk (Sugar dans la VO[1])
- Tony Curtis (VF : Jean-Claude Michel) : Joe / Joséphine / Junior
- Jack Lemmon (VF : Roger Carel ; Roger Rudel pour la voix féminine) : Jerry / Géraldine / Daphné
- George Raft (VF : Jean Martinelli) : « Le Marquis » (Spats dans la VO) Colombo
- Joe E. Brown (VF : Alfred Pasquali) : Osgood Fielding III
- Pat O'Brien (VF : René Blancard) : Détective Mulligan
- Nehemiah Persoff (VF : Frédéric O'Brady) : le Petit Bonaparte
- Joan Shawlee (VF : Danièle Roy) : Sue
- Billy Gray (VF : Henri Charrett) : Sig Poliakoff
- George E. Stone (VF : Leonce Corne) : Toothpick Charlie
- Dave Barry (en) (VF : Jacques Hilling) : monsieur Beinstock
- Mike Mazurki (VF : Raymond Destac) : un homme de main de Colombo
- Harry Wilson : un homme de main de Colombo
- Barbara Drew (VF : Raymonde Devarennes) : Nellie
- Beverly Wills (en) (VF : Nadine Alari) : Dolores
- Edward G. Robinson Jr. (VF : Serge Sauvion) : Johnny Paradise

Acteurs non crédités
- Al Breneman : le groom
- Pat Comiskey : un homme de main de Colombo
- Tom Kennedy : un videur
- Tipp McClure : un homme de main de Colombo
- Tito Vuolo : Mozzarella

## Production

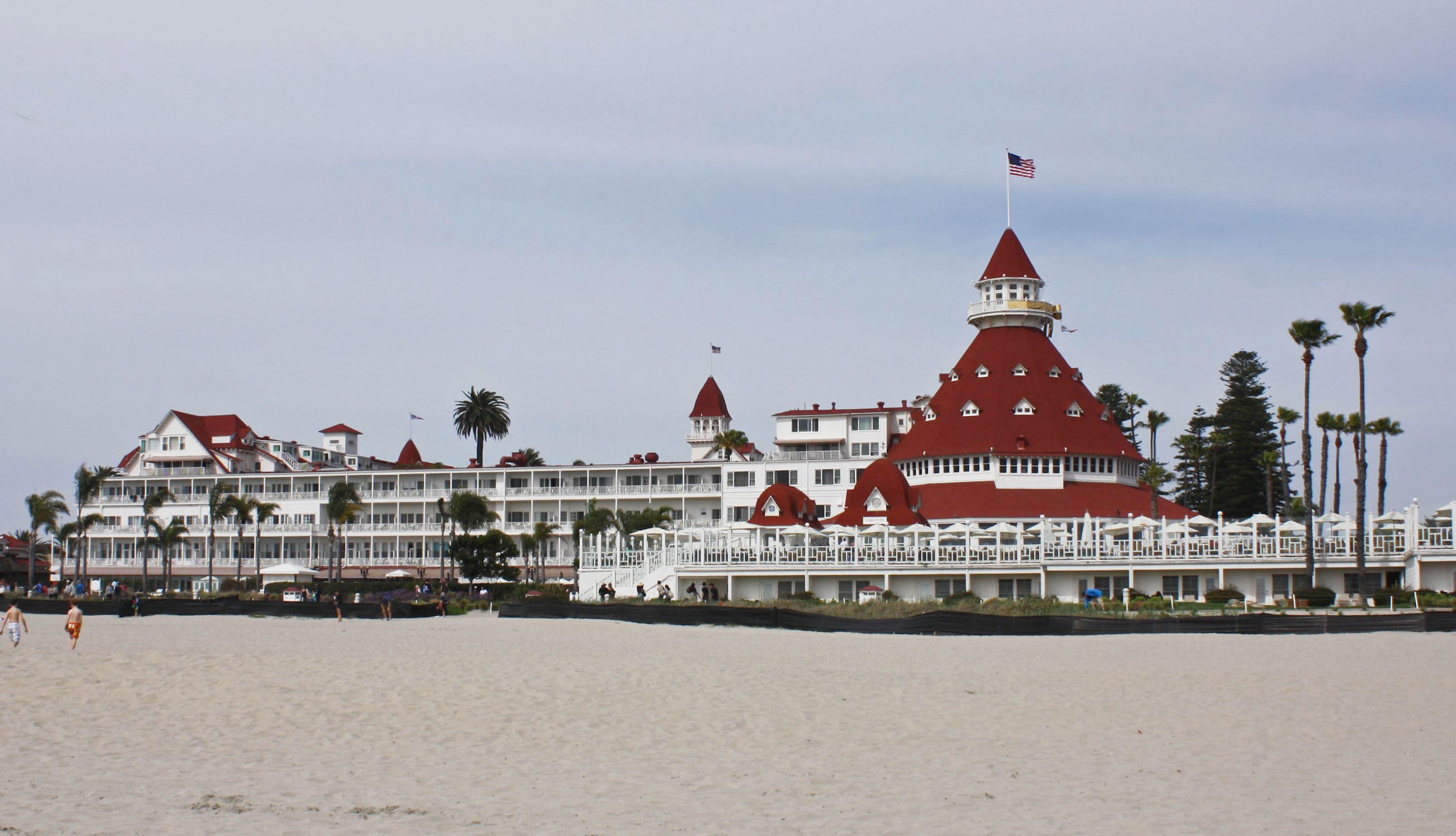
L'Hotel del Coronado à San Diego.

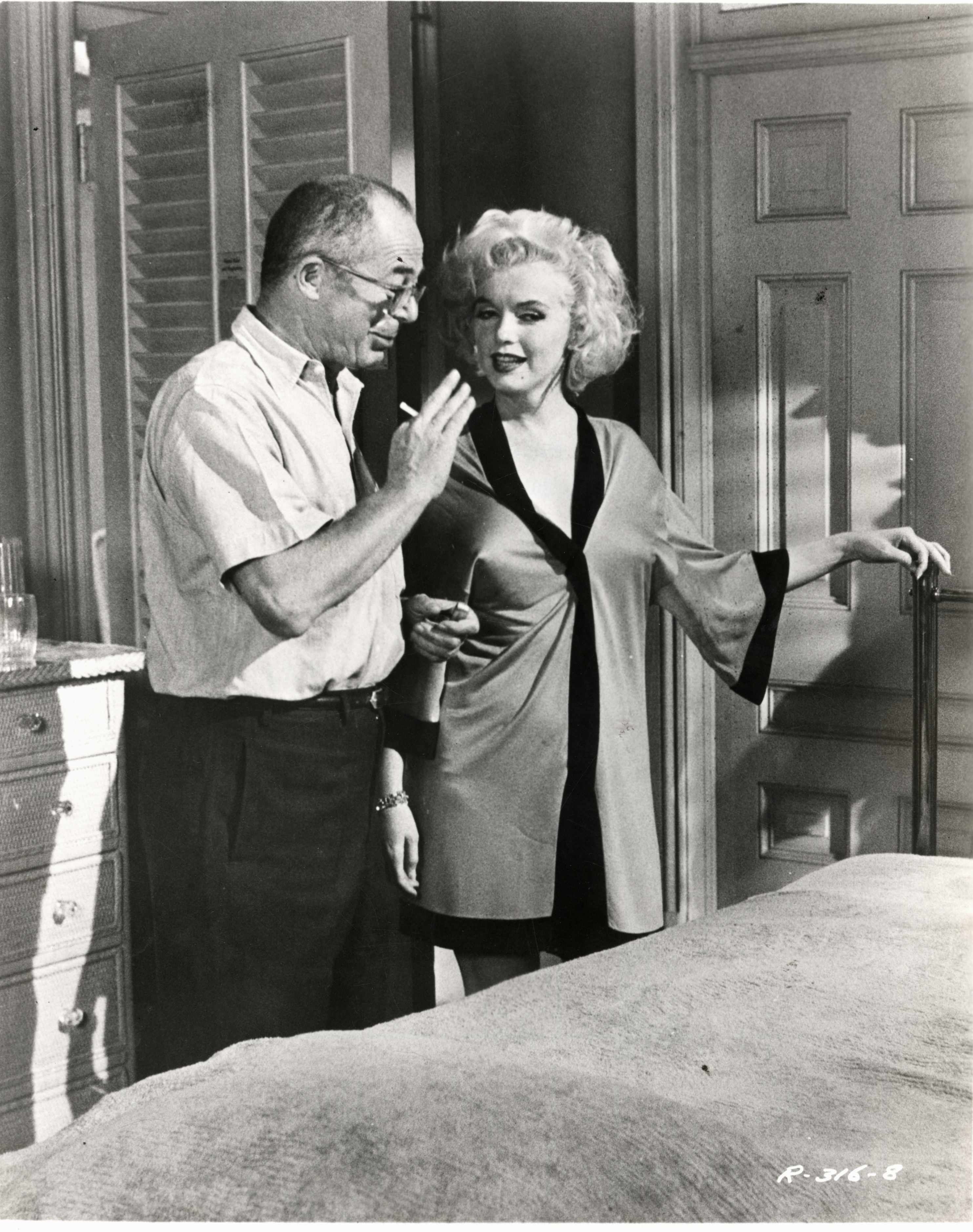
Les instructions de Billy Wilder à Marilyn Monroe pendant le tournage

Le film est un remake de Fanfare d'amour (dont le scénario a été écrit par Michael Logan et Robert Thoeren), réalisé en 1935 par Richard Pottier et du film allemand sorti en 1951 Fanfaren der Liebe (de), réalisé par Kurt Hoffmann et écrit par Heinz Pauck (lui aussi inspiré par le scénario de Michael Logan).
Une remarque, que Tony Curtis aurait faite en aparté lors du visionnage de rushes, a fait le tour du monde. Exaspéré par les retards incessants de Marilyn Monroe, ainsi que son manque de professionnalisme et les nombreuses prises à effectuer, Curtis aurait commenté à des journalistes qu'« embrasser Marilyn Monroe, c'était comme embrasser Hitler, » (il a cependant à plusieurs reprises tenté de démentir cette déclaration, notamment dans un reportage sur le film tourné en 2001 pour les besoins de sa sortie DVD). Selon une autre version, plus tardive, Tony Curtis affirme avoir répondu à la question « Hey, qu'est-ce que ça fait d’embrasser Marilyn ? », « C’est comme d’embrasser Hitler… Qu’est-ce que c’est que cette question stupide ? ». Et il ajoute : « C’était juste une blague. C’était juste une réponse débile à une question débile,. ». L'histoire retiendra donc que cette phrase, réellement prononcée, fut une boutade lancée dans un moment d’énervement.

Bien que Marilyn Monroe se soit trouvée mal sur le tournage, et que Wilder ait dû, à cause d'elle, refaire jusqu'à quatre-vingts prises pour une même scène, il lui pardonnera. En effet, plus tard il déclarera : 
« C’était très dur de travailler avec elle. Mais ce qu’on arrivait tant bien que mal à tirer d’elle, une fois sur l’écran, c’était tout simplement étonnant. Étonnant, le rayonnement qu’elle dégageait. Et elle était, croyez-le ou non, excellente pour les dialogues. Elle savait où étaient les rires. »

### Tournage
L'hôtel utilisé comme décor pour évoquer la Floride est le Del Coronado Hotel, à San Diego (Californie).

## Musique
- Runnin' Wild, I Wanna Be Loved by You et I'm Through with Love par Marilyn Monroe.
- Troisième pièce de Rêves d'amour de Franz Liszt (jouée par l'organiste chargé de donner une atmosphère de recueillement dans le magasin de pompes funèbres faisant office d'antichambre, en couverture du tripot tenu par des gangsters).

## Distinctions

### Récompenses
- Oscar 1960 des meilleurs costumes pour un film en noir et blanc remporté par Orry-Kelly.
- BAFTA 1960 du meilleur comédien étranger pour Jack Lemmon.
- Golden Globes 1960 :
  - Meilleure comédie ;
  - Meilleur acteur dans une comédie pour Jack Lemmon ;
  - Meilleure actrice dans une comédie pour Marilyn Monroe.
- Writers Guild of America (association des scénaristes américains) : prix du meilleur scénario de comédie pour Billy Wilder et I.A.L. Diamond.
- Laurel Awards 1960 : deuxième prix de la meilleure actrice de l'année dans une comédie pour Marilyn Monroe.

### Nominations
- Oscars 1960[13] :
  - Meilleur réalisateur pour Billy Wilder ;
  - Meilleur acteur pour Jack Lemmon ;
  - Meilleure adaptation pour Billy Wilder et I. A. L. Diamond ;
  - Meilleure photographie pour un film en noir et blanc pour Charles Lang Jr. ;
  - Meilleure direction artistique pour un film en noir et blanc pour Ted Haworth et Edward G. Boyle.
- Prix du meilleur réalisateur 1959 de la Directors Guild of America (association des réalisateurs américains) pour Billy Wilder.
- Grammy Awards 1959 : prix de la meilleure bande originale.
- BAFTA du meilleur film 1960.

## Analyse
- Les références aux films de gangsters des années trente sont nombreuses, par exemple à propos du massacre de la Saint-Valentin dans un garage, ou de George Raft qui fait sauter une piécette dans le Scarface de 1932 de Howard Hawks[pas clair], mais l'effet recherché est plutôt burlesque et caricatural ; on relève aussi « Les amis de l'opéra italien » qui s'offrent un monumental gâteau d'anniversaire, contenant un tueur armé d'une mitraillette Thompson. George Raft reprend d'ailleurs sa scène mythique de manière caustique face au propre fils d'une autre figure des films de gangsters de l'époque, Edward G. Robinson.

## Autour du film
- La distribution finale ne correspond guère aux choix originaux du réalisateur : pour le rôle tenu par Jack Lemmon, Billy Wilder a initialement choisi Frank Sinatra qui ne souhaite pas être « Daphné », un homme travesti en femme ; quant au rôle d'Alouette, le premier choix est celui de Mitzi Gaynor.
- Marilyn Monroe ne souhaitait pas réellement faire ce film pour plusieurs raisons : d'abord, et alors que son contrat stipulait qu'elle ne devait tourner que des films en couleurs, le film devra être tourné en noir et blanc en raison du maquillage des acteurs qui aurait été trop voyant autrement ; ainsi que du fait que le personnage d'Alouette était encore pour elle un rôle de ravissante idiote qu'elle ne voulait plus jouer. Mais la perspective de retravailler avec Billy Wilder et surtout les difficultés financières de son couple avec Arthur Miller (qui insista pour qu'elle fasse le film) finirent par la décider à accepter le rôle.
- L'adaptation française des dialogues est de Raymond Queneau.
- Danny Kaye aurait beaucoup aimé interpréter le rôle de Jerry / Daphné, mais la production estima que les noms de stars comme Tony Curtis et Marilyn Monroe suffisaient pour le box office et ils acceptèrent le second choix de Billy Wilder, Jack Lemmon.
- Première au générique de son 27e film, Marilyn Monroe interprète le rôle d'une chanteuse et musicienne dans un orchestre féminin : Sugar Cane, de son vrai nom — polonais — Kowalczyk.
- Ce film fait partie de la liste du BFI des 50 films à voir avant d'avoir 14 ans, établie en 2005 par le British Film Institute.

### Adaptation
Le film est adapté en comédie musicale sous le titre Sugar, musique de Jule Styne, paroles de Bob Merrill, livret de Peter Stone, chorégraphie et mise en scène de Gower Champion, créée le 9 avril 1972 au Majestic Theatre de Broadway.